# Kantorhaus (Herford)

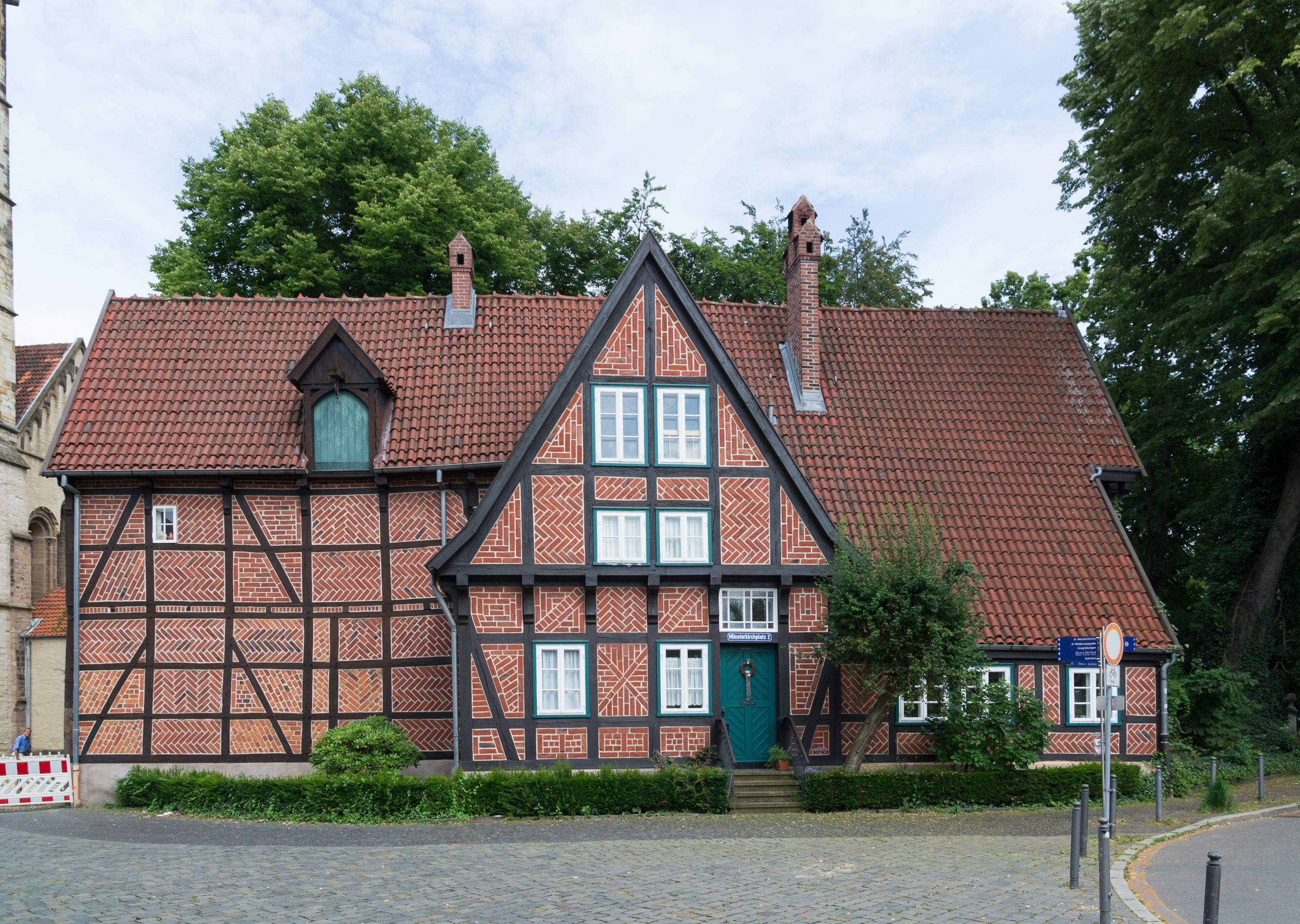
Das Kantorhaus

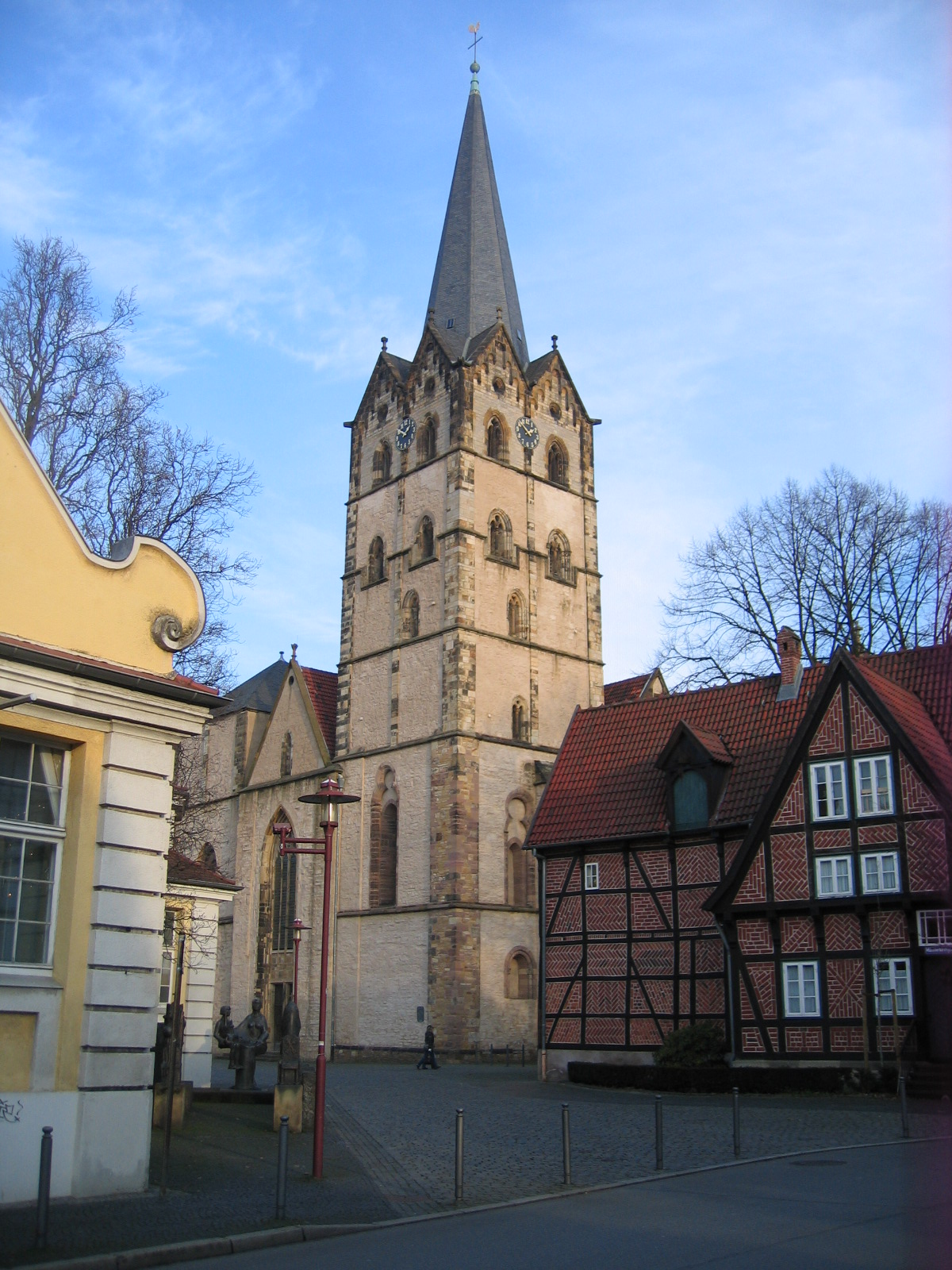
Links die Markthalle, daneben das Stadtgeschichtsdenkmal, im Hintergrund das Münster

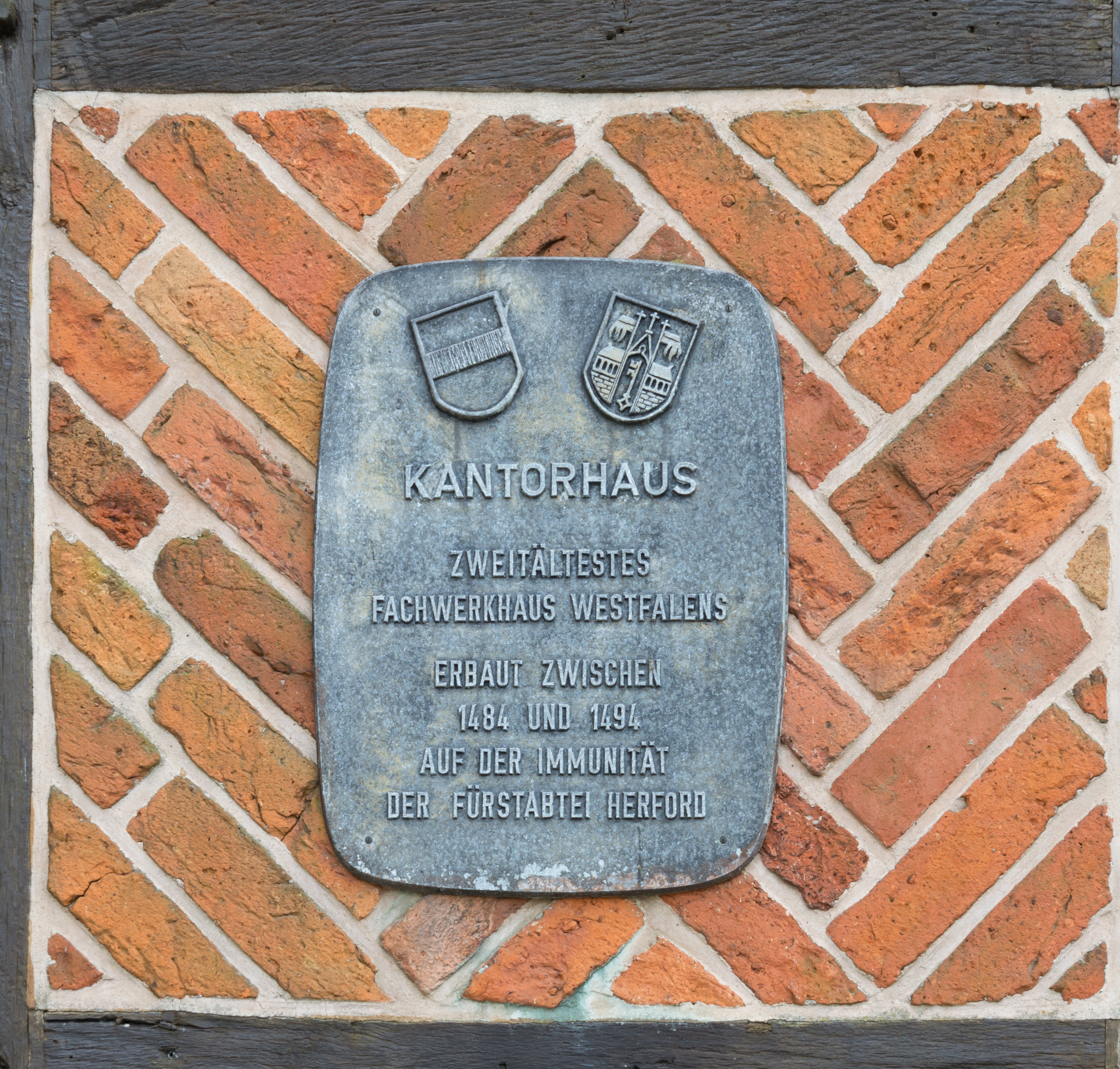
Denkmaltafel am Kantorhaus

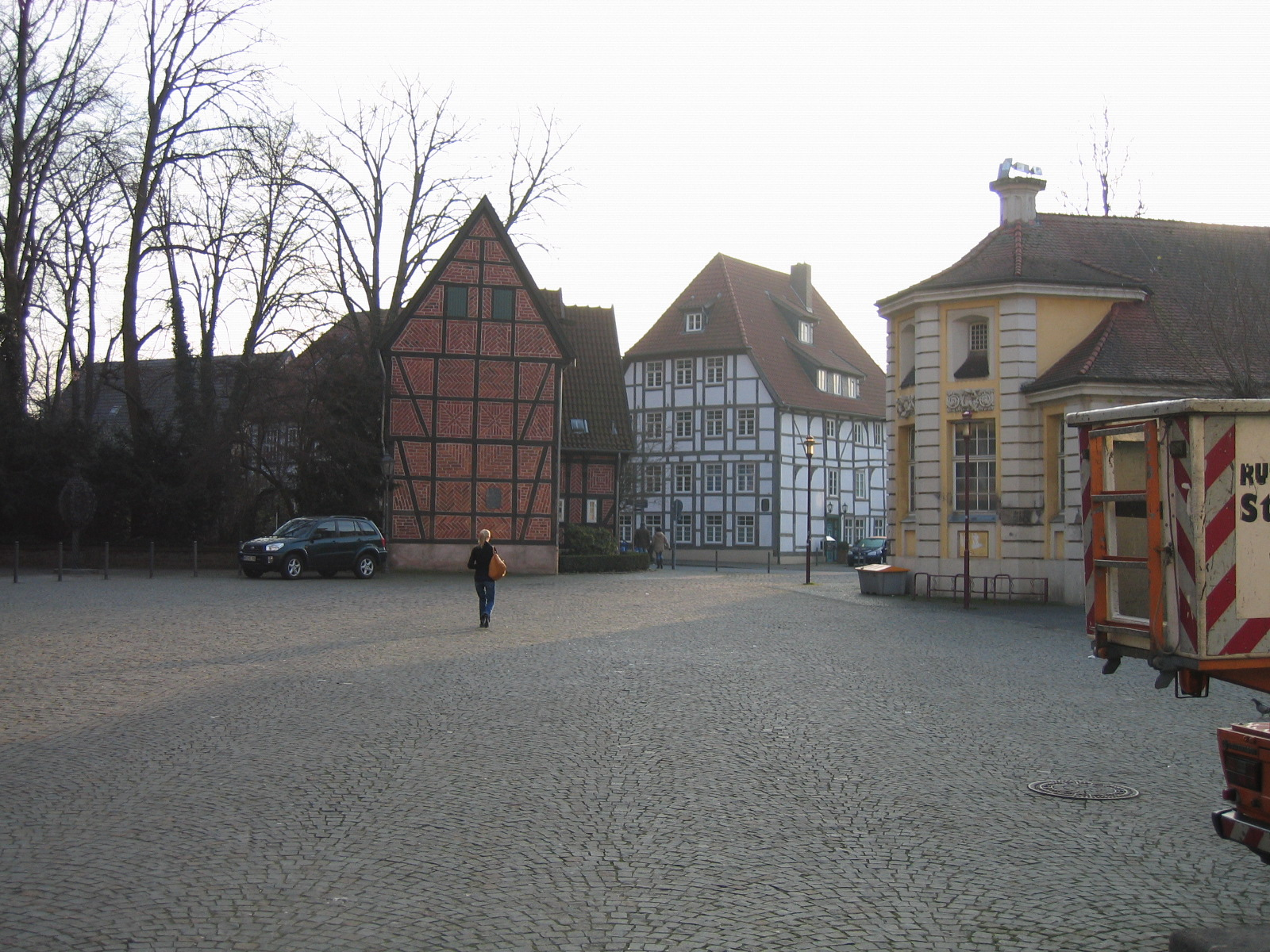
Blick vom Münsterkirchplatz, rechts die Markthalle, im Hintergrund ein Haus an der Elisabethstraße

Das Kantorhaus ist ein im 15. Jahrhundert erbautes Fachwerkhaus in der ostwestfälischen Stadt Herford, das somit zu den ältesten Fachwerkhäusern Westfalens gehört.

## Lage
Das Haus steht am Rand des Münsterkirchplatzes an der Elisabethstraße. In unmittelbarer Umgebung stehen das Herforder Münster, die Wolderuskapelle, das Rathaus und die Markthalle sowie mehrere Fachwerkhäuser an der Elisabethstraße.

## Geschichte
Das Haus wurde (einem der drei angebrachten Wappen zufolge) zwischen 1484 und 1494 gebaut und gehört damit zu den ältesten Fachwerkbauten Westfalens. Auf der am Außenbau angebrachten Denkmaltafel wird es als „zweitältestes Fachwerkhaus in Westfalen“ bezeichnet, was aber nicht mehr zutrifft, da mittlerweile Bauten entdeckt wurden, die in das 14. Jahrhundert datiert werden konnten.
Eine Besonderheit ist, dass es am Rand des einstigen Stiftsbezirks liegt. Eine urkundliche Erwähnung aus der Zeit konnte trotz aller Bemühungen des Stadtarchivs nicht gefunden werden. Nur eines von den erwähnten Emblemen lässt sich mit einer namentlich bekannten Äbtissin belegen: Anna von Hunolstein. Da ihre Regierungszeit (1446–1494) in dem Zeitrahmen lag, wird es als vermutliche Entstehungszeit angesehen. Wer die anderen Frauen (oder besser gesagt Edel-Fräulein) gewesen sind, ist nicht bekannt.
Trotz der besonderen Lage am Stiftsbezirk, ist die Nutzung in weiten Teilen seiner Bestehenszeit unbekannt. Die Bezeichnung „Kontorhuas“ kann also irreführend sein. Zeitweilig war eine Schule in dem Gebäude untergebracht. Heute wohnt dort der Münster-Kantor. Seit wann das Haus als Kantorhaus genutzt wird, ist nicht bekannt.

## Beschreibung
Bei dem Gebäude handelt es sich um ein zweigeschossiges Fachwerk-Traufenhaus mit Ziegelausfachung im Zierverband. Das Obergeschoss des im Rähm- oder Stockwerksbau errichteten Hauses kragt nach allen Seiten über gekehlte Knaggen vor, in die zum Teil Wappen eingeschnitzt sind. Die Ziegel zwischen den Holzbalken sind in unterschiedlichen Mustern verlegt. Es ist nicht selbstverständlich, dass ein solches Fachwerkhaus aus Ziegeln besteht, denn lange wurden andere Materialien häufiger als diese verwendet worden.
Die an der Straße liegende Hausseite war ursprünglich die Rückseite des Hauses. Die heute von Bäumen und Sträuchern verdeckte dem Münster zugewandte Seite war ursprünglich die Vorderseite.
Das Haus steht seit 1981 unter Denkmalschutz.